# فهرست خورشیدگرفتگی‌های سده ۵ (میلادی)
این فهرست شامل خورشیدگرفتگی‌های سدهٔ ۵ میلادی است که در طی دورهٔ سال ۴۰۱ میلادی تا سال ۵۰۰ میلادی روی داده‌اند. در این دوره، ۲۳۳ خورشیدگرفتگی رخ داد که ۸۰ مورد آن خورشیدگرفتگی جزئی، ۸۴ مورد خورشیدگرفتگی حلقه‌ای، ۶۷ خورشیدگرفتگی کامل و ۲ مورد نیز از نوع خورشیدگرفتگی مرکب بود.
| تاریخ          | زمان بزرگ‌ترین گرفت | چرخهٔ ساروس | نوع    | قدر    | مدت زمان          | مکان                                            | مسیر گرفتگی            | ناحیهٔ جغرافیایی | منبع(ها) |
| -------------- | ------------------ | ---------- | ------ | ------ | ----------------- | ----------------------------------------------- | ---------------------- | --------------- | -------- |
| ۲۹ مه ۴۰۱      | ۰۴:۵۷:۵۲           | ۶۳         | جزئی   | ۰٫۰۸۳۶ | —                 | ۶۳°۴۸′جنوبی ۱۶۷°۳۶′شرقی / ۶۳٫۸°جنوبی ۱۶۷٫۶°شرقی | —                      |                 | [ ۱ ]    |
| ۲۷ ژوئیه ۴۰۱   | ۱۶:۵۷:۲۴           | ۱۰۱        | جزئی   | ۰٫۵۷۳۹ | —                 | ۶۶°۱۸′شمالی ۱۴۰°۴۲′شرقی / ۶۶٫۳°شمالی ۱۴۰٫۷°شرقی | —                      |                 | [ ۱ ]    |
| ۲۱ نوامبر ۴۰۱  | ۱۹:۲۶:۰۳           | ۶۸         | جزئی   | ۰٫۷۲۰۱ | —                 | ۶۳°۱۸′شمالی ۴۴°۳۰′غربی / ۶۳٫۳°شمالی ۴۴٫۵°غربی   | —                      |                 | [ ۱ ]    |
| ۱۸ مه ۴۰۲      | ۰۶:۴۳:۳۳           | ۷۳         | حلقه‌ای | ۰٫۹۴۲۸ | ۰۶ دقیقه ۴۴ ثانیه | ۲۹°۰۶′جنوبی ۱۲۲°۰۶′شرقی / ۲۹٫۱°جنوبی ۱۲۲٫۱°شرقی | ۳۳۱ کیلومتر (۲۰۶ مایل) |                 | [ ۱ ]    |
| ۱۱ نوامبر ۴۰۲  | ۱۱:۱۰:۳۲           | ۷۸         | کامل   | ۱٫۰۴۰۱ | ۰۳ دقیقه ۳۹ ثانیه | ۹°۳۶′شمالی ۴۷°۱۲′شرقی / ۹٫۶°شمالی ۴۷٫۲°شرقی     | ۱۵۳ کیلومتر (۹۵ مایل)  |                 | [ ۱ ]    |
| ۷ مه ۴۰۳       | ۰۸:۰۴:۳۷           | ۸۳         | حلقه‌ای | ۰٫۹۶۷۹ | ۰۳ دقیقه ۳۶ ثانیه | ۱۶°۳۶′شمالی ۸۵°۱۲′شرقی / ۱۶٫۶°شمالی ۸۵٫۲°شرقی   | ۱۱۶ کیلومتر (۷۲ مایل)  |                 | [ ۱ ]    |
| ۱ نوامبر ۴۰۳   | ۰۰:۴۳:۰۵           | ۸۸         | مرکب   | ۱٫۰۰۰۱ | ۰۰ دقیقه ۰۱ ثانیه | ۲۵°۰۶′جنوبی ۱۷۱°۴۸′غربی / ۲۵٫۱°جنوبی ۱۷۱٫۸°غربی | ۱ کیلومتر (۰٫۶۲ مایل)  |                 | [ ۱ ]    |
| ۲۵ آوریل ۴۰۴   | ۱۵:۲۹:۳۵           | ۹۳         | کامل   | ۱٫۰۱۲۷ | ۰۰ دقیقه ۵۵ ثانیه | ۵۵°۰۶′شمالی ۵۹°۵۴′غربی / ۵۵٫۱°شمالی ۵۹٫۹°غربی   | ۶۶ کیلومتر (۴۱ مایل)   |                 | [ ۱ ]    |
| ۲۰ اکتبر ۴۰۴   | ۰۷:۵۸:۵۲           | ۹۸         | حلقه‌ای | ۰٫۹۳۸۲ | ۰۴ دقیقه ۲۳ ثانیه | ۶۳°۰۶′جنوبی ۱۵°۴۲′شرقی / ۶۳٫۱°جنوبی ۱۵٫۷°شرقی   | ۶۷۸ کیلومتر (۴۲۱ مایل) |                 | [ ۱ ]    |
| ۱۶ مارس ۴۰۵    | ۲۱:۴۲:۳۷           | ۶۵         | جزئی   | ۰٫۸۱۳۳ | —                 | ۶۰°۵۴′جنوبی ۲۳°۴۸′غربی / ۶۰٫۹°جنوبی ۲۳٫۸°غربی   | —                      |                 | [ ۱ ]    |
| ۱۵ آوریل ۴۰۵   | ۰۵:۳۲:۳۵           | ۱۰۳        | جزئی   | ۰٫۱۶۶۸ | —                 | ۶۱°۱۸′شمالی ۱۵°۲۴′شرقی / ۶۱٫۳°شمالی ۱۵٫۴°شرقی   | —                      |                 | [ ۱ ]    |
| ۹ سپتامبر ۴۰۵  | ۱۴:۵۳:۳۲           | ۷۰         | جزئی   | ۰٫۴۰۲۲ | —                 | ۶۰°۵۴′شمالی ۸۲°۱۸′شرقی / ۶۰٫۹°شمالی ۸۲٫۳°شرقی   | —                      |                 | [ ۱ ]    |
| ۶ مارس ۴۰۶     | ۱۴:۰۰:۵۹           | ۷۵         | کامل   | ۱٫۰۴۳۸ | ۰۳ دقیقه ۳۱ ثانیه | ۲۶°۳۶′جنوبی ۱۳°۱۸′شرقی / ۲۶٫۶°جنوبی ۱۳٫۳°شرقی   | ۱۵۹ کیلومتر (۹۹ مایل)  |                 | [ ۱ ]    |
| ۲۹ اوت ۴۰۶     | ۱۷:۵۹:۰۸           | ۸۰         | حلقه‌ای | ۰٫۹۷۵۹ | ۰۲ دقیقه ۰۸ ثانیه | ۳۹°۰۰′شمالی ۴۲°۵۴′غربی / ۳۹٫۰°شمالی ۴۲٫۹°غربی   | ۱۰۳ کیلومتر (۶۴ مایل)  |                 | [ ۱ ]    |
| ۲۴ فوریه ۴۰۷   | ۰۲:۱۱:۰۱           | ۸۵         | حلقه‌ای | ۰٫۹۸۸۷ | ۰۱ دقیقه ۰۸ ثانیه | ۷°۱۸′شمالی ۱۷۰°۰۰′شرقی / ۷٫۳°شمالی ۱۷۰٫۰°شرقی   | ۴۲ کیلومتر (۲۶ مایل)   |                 | [ ۱ ]    |
| ۱۹ اوت ۴۰۷     | ۰۴:۲۹:۲۴           | ۹۰         | کامل   | ۱٫۰۳۷۱ | ۰۳ دقیقه ۲۴ ثانیه | ۲°۳۰′شمالی ۱۳۵°۳۶′شرقی / ۲٫۵°شمالی ۱۳۵٫۶°شرقی   | ۱۲۷ کیلومتر (۷۹ مایل)  |                 | [ ۱ ]    |
| ۱۳ فوریه ۴۰۸   | ۰۷:۰۱:۳۸           | ۹۵         | جزئی   | ۰٫۸۲۳۸ | —                 | ۶۱°۳۶′شمالی ۴۲°۰۶′شرقی / ۶۱٫۶°شمالی ۴۲٫۱°شرقی   | —                      |                 | [ ۱ ]    |
| ۷ اوت ۴۰۸      | ۲۰:۱۹:۳۶           | ۱۰۰        | کامل   | ۱٫۰۶۰۹ | ۰۴ دقیقه ۲۶ ثانیه | ۴۴°۱۸′جنوبی ۱۲۶°۲۴′غربی / ۴۴٫۳°جنوبی ۱۲۶٫۴°غربی | ۴۸۷ کیلومتر (۳۰۳ مایل) |                 | [ ۱ ]    |
| ۲ ژانویه ۴۰۹   | ۱۲:۲۶:۱۴           | ۶۷         | جزئی   | ۰٫۵۴۹۹ | —                 | ۶۴°۳۰′جنوبی ۱۷۵°۱۸′شرقی / ۶۴٫۵°جنوبی ۱۷۵٫۳°شرقی | —                      |                 | [ ۱ ]    |
| ۲۹ ژوئیه ۴۰۹   | ۰۴:۴۶:۲۳           | ۷۲         | کامل   | ۱٫۰۲۷۹ | ۰۱ دقیقه ۳۵ ثانیه | ۸۲°۰۰′شمالی ۱۳۵°۰۶′غربی / ۸۲٫۰°شمالی ۱۳۵٫۱°غربی | ۲۳۹ کیلومتر (۱۴۹ مایل) |                 | [ ۱ ]    |
| ۲۲ دسامبر ۴۰۹  | ۱۷:۲۴:۵۱           | ۷۷         | حلقه‌ای | ۰٫۹۷۹۷ | ۰۱ دقیقه ۴۴ ثانیه | ۵۳°۳۶′جنوبی ۴۷°۱۸′غربی / ۵۳٫۶°جنوبی ۴۷٫۳°غربی   | ۸۴ کیلومتر (۵۲ مایل)   |                 | [ ۱ ]    |
| ۱۸ ژوئیه ۴۱۰   | ۱۴:۳۳:۱۹           | ۸۲         | حلقه‌ای | ۰٫۹۸۳۵ | ۰۱ دقیقه ۴۷ ثانیه | ۳۳°۰۶′شمالی ۱۰°۴۲′غربی / ۳۳٫۱°شمالی ۱۰٫۷°غربی   | ۵۹ کیلومتر (۳۷ مایل)   |                 | [ ۱ ]    |
| ۱۲ دسامبر ۴۱۰  | ۰۵:۲۵:۰۳           | ۸۷         | کامل   | ۱٫۰۳۱۸ | ۰۳ دقیقه ۱۱ ثانیه | ۱۱°۴۲′جنوبی ۱۲۵°۰۶′شرقی / ۱۱٫۷°جنوبی ۱۲۵٫۱°شرقی | ۱۱۰ کیلومتر (۶۸ مایل)  |                 | [ ۱ ]    |
| ۷ ژوئیه ۴۱۱    | ۱۷:۲۱:۳۹           | ۹۲         | حلقه‌ای | ۰٫۹۴۷۶ | ۰۷ دقیقه ۰۸ ثانیه | ۱۵°۳۰′جنوبی ۵۴°۰۶′غربی / ۱۵٫۵°جنوبی ۵۴٫۱°غربی   | ۲۴۶ کیلومتر (۱۵۳ مایل) |                 | [ ۱ ]    |
| ۱ دسامبر ۴۱۱   | ۲۰:۵۶:۲۶           | ۹۷         | کامل   | ۱٫۰۳۶۳ | ۰۳ دقیقه ۰۴ ثانیه | ۳۷°۳۶′شمالی ۱۰۵°۴۲′غربی / ۳۷٫۶°شمالی ۱۰۵٫۷°غربی | ۲۴۲ کیلومتر (۱۵۰ مایل) |                 | [ ۱ ]    |
| ۲۷ آوریل ۴۱۲   | ۰۴:۵۶:۳۴           | ۶۴         | جزئی   | ۰٫۲۲۹۶ | —                 | ۷۰°۲۴′شمالی ۲°۵۴′غربی / ۷۰٫۴°شمالی ۲٫۹°غربی     | —                      |                 | [ ۱ ]    |
| ۲۶ مه ۴۱۲      | ۱۸:۱۱:۲۳           | ۱۰۲        | جزئی   | ۰٫۳۳۶۸ | —                 | ۶۸°۰۶′جنوبی ۵۴°۳۶′غربی / ۶۸٫۱°جنوبی ۵۴٫۶°غربی   | —                      |                 | [ ۱ ]    |
| ۲۱ اکتبر ۴۱۲   | ۲۲:۱۹:۲۱           | ۶۹         | جزئی   | ۰٫۵۸۴۵ | —                 | ۷۱°۰۰′جنوبی ۱۰۲°۳۶′شرقی / ۷۱٫۰°جنوبی ۱۰۲٫۶°شرقی | —                      |                 | [ ۱ ]    |
| ۱۶ آوریل ۴۱۳   | ۱۴:۲۰:۵۶           | ۷۴         | کامل   | ۱٫۰۲۹۱ | ۰۲ دقیقه ۲۰ ثانیه | ۴۶°۱۸′شمالی ۲۲°۱۲′غربی / ۴۶٫۳°شمالی ۲۲٫۲°غربی   | ۱۲۴ کیلومتر (۷۷ مایل)  |                 | [ ۱ ]    |
| ۱۱ اکتبر ۴۱۳   | ۰۳:۳۲:۳۲           | ۷۹         | حلقه‌ای | ۰٫۹۳۶۲ | ۰۶ دقیقه ۴۴ ثانیه | ۳۹°۴۲′جنوبی ۱۳۹°۰۰′شرقی / ۳۹٫۷°جنوبی ۱۳۹٫۰°شرقی | ۲۸۴ کیلومتر (۱۷۶ مایل) |                 | [ ۱ ]    |
| ۶ آوریل ۴۱۴    | ۰۵:۳۵:۱۰           | ۸۴         | کامل   | ۱٫۰۶۹۶ | ۰۶ دقیقه ۱۶ ثانیه | ۱°۲۴′جنوبی ۱۲۶°۱۸′شرقی / ۱٫۴°جنوبی ۱۲۶٫۳°شرقی   | ۲۲۹ کیلومتر (۱۴۲ مایل) |                 | [ ۱ ]    |
| ۳۰ سپتامبر ۴۱۴ | ۰۳:۱۹:۰۲           | ۸۹         | حلقه‌ای | ۰٫۹۲۷۴ | ۰۹ دقیقه ۳۵ ثانیه | ۴°۵۴′شمالی ۱۵۷°۳۰′شرقی / ۴٫۹°شمالی ۱۵۷٫۵°شرقی   | ۲۷۵ کیلومتر (۱۷۱ مایل) |                 | [ ۱ ]    |
| ۲۶ مارس ۴۱۵    | ۲۲:۲۳:۲۰           | ۹۴         | کامل   | ۱٫۰۵۰۳ | ۰۳ دقیقه ۳۱ ثانیه | ۵۳°۴۲′جنوبی ۱۰۰°۳۰′غربی / ۵۳٫۷°جنوبی ۱۰۰٫۵°غربی | ۳۳۴ کیلومتر (۲۰۸ مایل) |                 | [ ۱ ]    |
| ۱۹ سپتامبر ۴۱۵ | ۰۴:۴۹:۱۶           | ۹۹         | حلقه‌ای | ۰٫۹۵۳۹ | ۰۳ دقیقه ۵۸ ثانیه | ۵۵°۱۸′شمالی ۱۶۰°۱۸′شرقی / ۵۵٫۳°شمالی ۱۶۰٫۳°شرقی | ۳۱۴ کیلومتر (۱۹۵ مایل) |                 | [ ۱ ]    |
| ۱۴ فوریه ۴۱۶   | ۲۳:۱۹:۰۱           | ۶۶         | جزئی   | ۰٫۷۵۷۵ | —                 | ۷۰°۴۸′شمالی ۱۷۱°۵۴′شرقی / ۷۰٫۸°شمالی ۱۷۱٫۹°شرقی | —                      |                 | [ ۱ ]    |
| ۹ اوت ۴۱۶      | ۰۳:۵۳:۳۹           | ۷۱         | جزئی   | ۰٫۷۶۷۷ | —                 | ۷۰°۰۰′جنوبی ۱۱۱°۰۶′شرقی / ۷۰٫۰°جنوبی ۱۱۱٫۱°شرقی | —                      |                 | [ ۱ ]    |
| ۷ سپتامبر ۴۱۶  | ۱۳:۲۶:۳۴           | ۱۰۹        | جزئی   | ۰٫۰۶۳۷ | —                 | ۷۱°۳۶′شمالی ۱۱۲°۰۶′شرقی / ۷۱٫۶°شمالی ۱۱۲٫۱°شرقی | —                      |                 | [ ۱ ]    |
| ۳ فوریه ۴۱۷    | ۰۲:۰۵:۲۸           | ۷۶         | حلقه‌ای | ۰٫۹۲۷۴ | ۰۹ دقیقه ۵۹ ثانیه | ۹°۲۴′شمالی ۱۷۴°۴۸′شرقی / ۹٫۴°شمالی ۱۷۴٫۸°شرقی   | ۳۰۲ کیلومتر (۱۸۸ مایل) |                 | [ ۱ ]    |
| ۲۹ ژوئیه ۴۱۷   | ۲۰:۳۱:۰۸           | ۸۱         | کامل   | ۱٫۰۷۳۴ | ۰۶ دقیقه ۵۰ ثانیه | ۴°۰۶′جنوبی ۱۰۳°۱۸′غربی / ۴٫۱°جنوبی ۱۰۳٫۳°غربی   | ۲۵۹ کیلومتر (۱۶۱ مایل) |                 | [ ۱ ]    |
| ۲۳ ژانویه ۴۱۸  | ۰۱:۲۴:۲۳           | ۸۶         | حلقه‌ای | ۰٫۹۲۹۱ | ۰۸ دقیقه ۲۶ ثانیه | ۳۴°۱۲′جنوبی ۱۶۷°۳۶′غربی / ۳۴٫۲°جنوبی ۱۶۷٫۶°غربی | ۲۷۵ کیلومتر (۱۷۱ مایل) |                 | [ ۱ ]    |
| ۱۹ ژوئیه ۴۱۸   | ۱۲:۳۹:۴۷           | ۹۱         | کامل   | ۱٫۰۴۵۹ | ۰۳ دقیقه ۵۲ ثانیه | ۴۱°۳۰′شمالی ۲۰°۲۴′شرقی / ۴۱٫۵°شمالی ۲۰٫۴°شرقی   | ۱۶۳ کیلومتر (۱۰۱ مایل) |                 | [ ۱ ]    |
| ۱۲ ژانویه ۴۱۹  | ۰۴:۵۱:۳۲           | ۹۶         | حلقه‌ای | ۰٫۹۶۰۵ | ۰۲ دقیقه ۲۹ ثانیه | ۸۵°۴۸′جنوبی ۱۰۸°۴۲′غربی / ۸۵٫۸°جنوبی ۱۰۸٫۷°غربی | ۴۲۳ کیلومتر (۲۶۳ مایل) |                 | [ ۱ ]    |
| ۸ ژوئیه ۴۱۹    | ۲۳:۵۰:۴۴           | ۱۰۱        | جزئی   | ۰٫۷۰۳۵ | —                 | ۶۷°۱۸′شمالی ۲۶°۰۰′شرقی / ۶۷٫۳°شمالی ۲۶٫۰°شرقی   | —                      |                 | [ ۱ ]    |
| ۳ دسامبر ۴۱۹   | ۰۴:۱۷:۳۸           | ۶۸         | جزئی   | ۰٫۷۱۸۷ | —                 | ۶۴°۱۲′شمالی ۱۷۲°۲۴′شرقی / ۶۴٫۲°شمالی ۱۷۲٫۴°شرقی | —                      |                 | [ ۱ ]    |
| ۲۸ مه ۴۲۰      | ۱۳:۰۵:۳۵           | ۷۳         | حلقه‌ای | ۰٫۹۴۱۵ | ۰۶ دقیقه ۳۸ ثانیه | ۳۶°۴۲′جنوبی ۲۵°۳۰′شرقی / ۳۶٫۷°جنوبی ۲۵٫۵°شرقی   | ۴۳۰ کیلومتر (۲۷۰ مایل) |                 | [ ۱ ]    |
| ۲۱ نوامبر ۴۲۰  | ۱۹:۵۹:۱۶           | ۷۸         | کامل   | ۱٫۰۳۷۷ | ۰۳ دقیقه ۳۳ ثانیه | ۷°۵۴′شمالی ۸۶°۴۸′غربی / ۷٫۹°شمالی ۸۶٫۸°غربی     | ۱۴۵ کیلومتر (۹۰ مایل)  |                 | [ ۱ ]    |
| ۱۷ مه ۴۲۱      | ۱۴:۴۴:۰۲           | ۸۳         | حلقه‌ای | ۰٫۹۷۱۶ | ۰۳ دقیقه ۱۷ ثانیه | ۱۴°۵۴′شمالی ۱۴°۰۰′غربی / ۱۴٫۹°شمالی ۱۴٫۰°غربی   | ۱۰۲ کیلومتر (۶۳ مایل)  |                 | [ ۱ ]    |
| ۱۱ نوامبر ۴۲۱  | ۰۹:۱۳:۴۹           | ۸۸         | حلقه‌ای | ۰٫۹۹۵۶ | ۰۰ دقیقه ۲۵ ثانیه | ۲۸°۱۸′جنوبی ۶۰°۴۲′شرقی / ۲۸٫۳°جنوبی ۶۰٫۷°شرقی   | ۱۶ کیلومتر (۹٫۹ مایل)  |                 | [ ۱ ]    |
| ۶ مه ۴۲۲       | ۲۲:۴۱:۲۰           | ۹۳         | کامل   | ۱٫۰۱۹۳ | ۰۱ دقیقه ۲۵ ثانیه | ۵۴°۴۸′شمالی ۱۶۱°۴۲′غربی / ۵۴٫۸°شمالی ۱۶۱٫۷°غربی | ۸۹ کیلومتر (۵۵ مایل)   |                 | [ ۱ ]    |
| ۳۱ اکتبر ۴۲۲   | ۱۶:۰۰:۰۷           | ۹۸         | حلقه‌ای | ۰٫۹۳۴۴ | ۰۴ دقیقه ۳۷ ثانیه | ۶۶°۰۶′جنوبی ۱۰۷°۰۰′غربی / ۶۶٫۱°جنوبی ۱۰۷٫۰°غربی | ۶۵۹ کیلومتر (۴۰۹ مایل) |                 | [ ۱ ]    |
| ۲۸ مارس ۴۲۳    | ۰۵:۳۹:۲۶           | ۶۵         | جزئی   | ۰٫۷۲۱۳ | —                 | ۶۰°۵۴′جنوبی ۱۵۲°۳۰′غربی / ۶۰٫۹°جنوبی ۱۵۲٫۵°غربی | —                      |                 | [ ۱ ]    |
| ۲۶ آوریل ۴۲۳   | ۱۳:۰۷:۵۰           | ۱۰۳        | جزئی   | ۰٫۲۹۰۱ | —                 | ۶۱°۴۸′شمالی ۱۰۸°۰۰′غربی / ۶۱٫۸°شمالی ۱۰۸٫۰°غربی | —                      |                 | [ ۱ ]    |
| ۲۰ سپتامبر ۴۲۳ | ۲۲:۱۳:۵۱           | ۷۰         | جزئی   | ۰٫۳۳۵۸ | —                 | ۶۰°۴۸′شمالی ۳۷°۱۲′غربی / ۶۰٫۸°شمالی ۳۷٫۲°غربی   | —                      |                 | [ ۱ ]    |
| ۱۶ مارس ۴۲۴    | ۲۱:۵۸:۵۷           | ۷۵         | کامل   | ۱٫۰۴۴۱ | ۰۳ دقیقه ۳۴ ثانیه | ۲۴°۴۸′جنوبی ۱۰۶°۲۴′غربی / ۲۴٫۸°جنوبی ۱۰۶٫۴°غربی | ۱۶۴ کیلومتر (۱۰۲ مایل) |                 | [ ۱ ]    |
| ۹ سپتامبر ۴۲۴  | ۰۱:۳۳:۲۲           | ۸۰         | حلقه‌ای | ۰٫۹۷۵۵ | ۰۲ دقیقه ۱۰ ثانیه | ۳۷°۰۶′شمالی ۱۵۶°۰۰′غربی / ۳۷٫۱°شمالی ۱۵۶٫۰°غربی | ۱۰۸ کیلومتر (۶۷ مایل)  |                 | [ ۱ ]    |
| ۶ مارس ۴۲۵     | ۰۹:۵۷:۰۴           | ۸۵         | حلقه‌ای | ۰٫۹۸۸۷ | ۰۱ دقیقه ۰۷ ثانیه | ۹°۱۲′شمالی ۵۲°۴۲′شرقی / ۹٫۲°شمالی ۵۲٫۷°شرقی     | ۴۱ کیلومتر (۲۵ مایل)   |                 | [ ۱ ]    |
| ۲۹ اوت ۴۲۵     | ۱۲:۱۹:۰۱           | ۹۰         | کامل   | ۱٫۰۳۷۱ | ۰۳ دقیقه ۱۹ ثانیه | ۱°۱۸′شمالی ۱۷°۴۸′شرقی / ۱٫۳°شمالی ۱۷٫۸°شرقی     | ۱۲۶ کیلومتر (۷۸ مایل)  |                 | [ ۱ ]    |
| ۲۳ فوریه ۴۲۶   | ۱۴:۳۲:۱۳           | ۹۵         | جزئی   | ۰٫۸۸۱۱ | —                 | ۶۱°۰۶′شمالی ۸۰°۰۰′غربی / ۶۱٫۱°شمالی ۸۰٫۰°غربی   | —                      |                 | [ ۱ ]    |
| ۱۹ اوت ۴۲۶     | ۰۴:۱۱:۱۴           | ۱۰۰        | کامل   | ۱٫۰۶۰۵ | ۰۴ دقیقه ۲۷ ثانیه | ۴۰°۱۸′جنوبی ۱۱۵°۱۸′شرقی / ۴۰٫۳°جنوبی ۱۱۵٫۳°شرقی | ۳۸۲ کیلومتر (۲۳۷ مایل) |                 | [ ۱ ]    |
| ۱۳ ژانویه ۴۲۷  | ۲۰:۲۸:۴۱           | ۶۷         | جزئی   | ۰٫۵۳۶۶ | —                 | ۶۳°۳۶′جنوبی ۴۴°۲۴′شرقی / ۶۳٫۶°جنوبی ۴۴٫۴°شرقی   | —                      |                 | [ ۱ ]    |
| ۱۰ ژوئیه ۴۲۷   | ۱۱:۵۹:۲۹           | ۷۲         | کامل   | ۱٫۰۱۸۰ | ۰۰ دقیقه ۵۵ ثانیه | ۶۹°۲۴′شمالی ۱۶۷°۱۸′شرقی / ۶۹٫۴°شمالی ۱۶۷٫۳°شرقی | ۵۷۶ کیلومتر (۳۵۸ مایل) |                 | [ ۱ ]    |
| ۳ ژانویه ۴۲۸   | ۰۱:۵۴:۵۱           | ۷۷         | حلقه‌ای | ۰٫۹۸۳۸ | ۰۱ دقیقه ۲۲ ثانیه | ۵۲°۳۰′جنوبی ۱۷۰°۲۴′غربی / ۵۲٫۵°جنوبی ۱۷۰٫۴°غربی | ۶۶ کیلومتر (۴۱ مایل)   |                 | [ ۱ ]    |
| ۲۸ ژوئیه ۴۲۸   | ۲۱:۱۶:۱۵           | ۸۲         | حلقه‌ای | ۰٫۹۷۹۲ | ۰۲ دقیقه ۱۰ ثانیه | ۳۷°۳۶′شمالی ۱۰۹°۴۲′غربی / ۳۷٫۶°شمالی ۱۰۹٫۷°غربی | ۷۶ کیلومتر (۴۷ مایل)   |                 | [ ۱ ]    |
| ۲۲ دسامبر ۴۲۸  | ۱۴:۱۴:۱۹           | ۸۷         | کامل   | ۱٫۰۳۴۳ | ۰۳ دقیقه ۲۲ ثانیه | ۱۲°۰۶′جنوبی ۷°۳۰′غربی / ۱۲٫۱°جنوبی ۷٫۵°غربی     | ۱۱۸ کیلومتر (۷۳ مایل)  |                 | [ ۱ ]    |
| ۱۷ ژوئیه ۴۲۹   | ۲۳:۴۳:۲۷           | ۹۲         | حلقه‌ای | ۰٫۹۴۷۵ | ۰۷ دقیقه ۱۹ ثانیه | ۸°۳۶′جنوبی ۱۵۲°۱۲′غربی / ۸٫۶°جنوبی ۱۵۲٫۲°غربی   | ۲۲۸ کیلومتر (۱۴۲ مایل) |                 | [ ۱ ]    |
| ۱۲ دسامبر ۴۲۹  | ۰۵:۵۰:۲۳           | ۹۷         | کامل   | ۱٫۰۳۵۶ | ۰۳ دقیقه ۰۲ ثانیه | ۳۶°۲۴′شمالی ۱۱۶°۱۲′شرقی / ۳۶٫۴°شمالی ۱۱۶٫۲°شرقی | ۲۳۷ کیلومتر (۱۴۷ مایل) |                 | [ ۱ ]    |
| ۸ مه ۴۳۰       | ۱۱:۴۷:۲۱           | ۶۴         | جزئی   | ۰٫۱۰۶۳ | —                 | ۶۹°۳۶′شمالی ۱۱۸°۴۸′غربی / ۶۹٫۶°شمالی ۱۱۸٫۸°غربی | —                      |                 | [ ۱ ]    |
| ۷ ژوئیه ۴۳۰    | ۰۰:۴۱:۳۴           | ۱۰۲        | جزئی   | ۰٫۴۸۶۵ | —                 | ۶۷°۰۶′جنوبی ۱۶۴°۰۰′غربی / ۶۷٫۱°جنوبی ۱۶۴٫۰°غربی | —                      |                 | [ ۱ ]    |
| ۲ نوامبر ۴۳۰   | ۰۶:۳۸:۴۰           | ۶۹         | جزئی   | ۰٫۵۵۸۷ | —                 | ۷۰°۱۸′جنوبی ۳۶°۱۲′غربی / ۷۰٫۳°جنوبی ۳۶٫۲°غربی   | —                      |                 | [ ۱ ]    |
| ۲۷ آوریل ۴۳۱   | ۲۱:۴۳:۵۴           | ۷۴         | کامل   | ۱٫۰۳۳۷ | ۰۲ دقیقه ۳۱ ثانیه | ۵۴°۴۲′شمالی ۱۳۶°۲۴′غربی / ۵۴٫۷°شمالی ۱۳۶٫۴°غربی | ۱۵۳ کیلومتر (۹۵ مایل)  |                 | [ ۱ ]    |
| ۲۲ اکتبر ۴۳۱   | ۱۱:۲۲:۱۱           | ۷۹         | حلقه‌ای | ۰٫۹۳۱۸ | ۰۶ دقیقه ۵۸ ثانیه | ۴۵°۲۴′جنوبی ۲۰°۰۶′شرقی / ۴۵٫۴°جنوبی ۲۰٫۱°شرقی   | ۳۱۱ کیلومتر (۱۹۳ مایل) |                 | [ ۱ ]    |
| ۱۶ آوریل ۴۳۲   | ۱۳:۱۷:۵۷           | ۸۴         | کامل   | ۱٫۰۷۳۴ | ۰۶ دقیقه ۳۷ ثانیه | ۵°۵۴′شمالی ۷°۵۴′شرقی / ۵٫۹°شمالی ۷٫۹°شرقی       | ۲۳۹ کیلومتر (۱۴۹ مایل) |                 | [ ۱ ]    |
| ۱۰ اکتبر ۴۳۲   | ۱۰:۵۳:۴۸           | ۸۹         | حلقه‌ای | ۰٫۹۲۵۴ | ۱۰ دقیقه ۰۰ ثانیه | ۱°۰۰′جنوبی ۴۱°۴۸′شرقی / ۱٫۰°جنوبی ۴۱٫۸°شرقی     | ۲۸۳ کیلومتر (۱۷۶ مایل) |                 | [ ۱ ]    |
| ۶ آوریل ۴۳۳    | ۰۶:۱۱:۱۶           | ۹۴         | کامل   | ۱٫۰۵۲۷ | ۰۳ دقیقه ۵۹ ثانیه | ۴۵°۱۸′جنوبی ۱۳۳°۵۴′شرقی / ۴۵٫۳°جنوبی ۱۳۳٫۹°شرقی | ۳۰۰ کیلومتر (۱۹۰ مایل) |                 | [ ۱ ]    |
| ۲۹ سپتامبر ۴۳۳ | ۱۲:۳۳:۰۸           | ۹۹         | حلقه‌ای | ۰٫۹۵۴۶ | ۰۴ دقیقه ۱۱ ثانیه | ۴۸°۱۸′شمالی ۳۷°۳۰′شرقی / ۴۸٫۳°شمالی ۳۷٫۵°شرقی   | ۲۸۱ کیلومتر (۱۷۵ مایل) |                 | [ ۱ ]    |
| ۲۵ فوریه ۴۳۴   | ۰۷:۰۵:۳۴           | ۶۶         | جزئی   | ۰٫۶۹۴۷ | —                 | ۷۱°۳۰′شمالی ۴۱°۰۰′شرقی / ۷۱٫۵°شمالی ۴۱٫۰°شرقی   | —                      |                 | [ ۱ ]    |
| ۲۰ اوت ۴۳۴     | ۱۱:۴۰:۵۳           | ۷۱         | جزئی   | ۰٫۶۷۵۲ | —                 | ۷۰°۴۸′جنوبی ۱۹°۱۸′غربی / ۷۰٫۸°جنوبی ۱۹٫۳°غربی   | —                      |                 | [ ۱ ]    |
| ۱۸ سپتامبر ۴۳۴ | ۲۱:۲۶:۵۴           | ۱۰۹        | جزئی   | ۰٫۱۳۵۲ | —                 | ۷۱°۵۴′شمالی ۲۲°۴۲′غربی / ۷۱٫۹°شمالی ۲۲٫۷°غربی   | —                      |                 | [ ۱ ]    |
| ۱۴ فوریه ۴۳۵   | ۰۹:۳۹:۳۴           | ۷۶         | حلقه‌ای | ۰٫۹۲۸۹ | ۰۹ دقیقه ۲۶ ثانیه | ۱۴°۳۰′شمالی ۵۸°۴۲′شرقی / ۱۴٫۵°شمالی ۵۸٫۷°شرقی   | ۳۰۰ کیلومتر (۱۹۰ مایل) |                 | [ ۱ ]    |
| ۱۰ اوت ۴۳۵     | ۰۴:۱۶:۰۶           | ۸۱         | کامل   | ۱٫۰۶۹۷ | ۰۶ دقیقه ۲۲ ثانیه | ۱۰°۳۶′جنوبی ۱۳۷°۳۰′شرقی / ۱۰٫۶°جنوبی ۱۳۷٫۵°شرقی | ۲۵۴ کیلومتر (۱۵۸ مایل) |                 | [ ۱ ]    |
| ۳ فوریه ۴۳۶    | ۰۹:۰۸:۵۱           | ۸۶         | حلقه‌ای | ۰٫۹۳۳۱ | ۰۸ دقیقه ۰۳ ثانیه | ۲۹°۴۸′جنوبی ۷۶°۲۴′شرقی / ۲۹٫۸°جنوبی ۷۶٫۴°شرقی   | ۲۵۷ کیلومتر (۱۶۰ مایل) |                 | [ ۱ ]    |
| ۲۹ ژوئیه ۴۳۶   | ۲۰:۰۷:۳۵           | ۹۱         | کامل   | ۱٫۰۴۰۹ | ۰۳ دقیقه ۳۷ ثانیه | ۳۵°۰۶′شمالی ۹۱°۳۰′غربی / ۳۵٫۱°شمالی ۹۱٫۵°غربی   | ۱۴۳ کیلومتر (۸۹ مایل)  |                 | [ ۱ ]    |
| ۲۲ ژانویه ۴۳۷  | ۱۳:۰۴:۵۲           | ۹۶         | حلقه‌ای | ۰٫۹۶۶۲ | ۰۲ دقیقه ۱۱ ثانیه | ۸۱°۴۸′جنوبی ۸۰°۴۸′شرقی / ۸۱٫۸°جنوبی ۸۰٫۸°شرقی   | ۳۲۱ کیلومتر (۱۹۹ مایل) |                 | [ ۱ ]    |
| ۱۹ ژوئیه ۴۳۷   | ۰۶:۴۷:۲۴           | ۱۰۱        | جزئی   | ۰٫۸۲۵۶ | —                 | ۶۸°۱۸′شمالی ۹۰°۰۶′غربی / ۶۸٫۳°شمالی ۹۰٫۱°غربی   | —                      |                 | [ ۱ ]    |
| ۱۳ دسامبر ۴۳۷  | ۱۳:۱۰:۲۷           | ۶۸         | جزئی   | ۰٫۷۱۹۳ | —                 | ۶۵°۰۶′شمالی ۲۸°۳۶′شرقی / ۶۵٫۱°شمالی ۲۸٫۶°شرقی   | —                      |                 | [ ۱ ]    |
| ۸ ژوئیه ۴۳۸    | ۱۹:۲۵:۴۷           | ۷۳         | حلقه‌ای | ۰٫۹۳۸۸ | ۰۶ دقیقه ۱۷ ثانیه | ۴۸°۵۴′جنوبی ۷۰°۱۸′غربی / ۴۸٫۹°جنوبی ۷۰٫۳°غربی   | ۷۸۳ کیلومتر (۴۸۷ مایل) |                 | [ ۱ ]    |
| ۳ دسامبر ۴۳۸   | ۰۴:۵۰:۳۸           | ۷۸         | کامل   | ۱٫۰۳۵۷ | ۰۳ دقیقه ۲۷ ثانیه | ۶°۴۲′شمالی ۱۳۸°۳۰′شرقی / ۶٫۷°شمالی ۱۳۸٫۵°شرقی   | ۱۳۸ کیلومتر (۸۶ مایل)  |                 | [ ۱ ]    |
| ۲۸ مه ۴۳۹      | ۲۱:۲۱:۲۴           | ۸۳         | حلقه‌ای | ۰٫۹۷۵۰ | ۰۲ دقیقه ۵۹ ثانیه | ۱۲°۱۲′شمالی ۱۱۳°۰۰′غربی / ۱۲٫۲°شمالی ۱۱۳٫۰°غربی | ۹۰ کیلومتر (۵۶ مایل)   |                 | [ ۱ ]    |
| ۲۲ نوامبر ۴۳۹  | ۱۷:۴۸:۱۶           | ۸۸         | حلقه‌ای | ۰٫۹۹۱۶ | ۰۰ دقیقه ۴۸ ثانیه | ۳۱°۰۶′جنوبی ۶۷°۱۸′غربی / ۳۱٫۱°جنوبی ۶۷٫۳°غربی   | ۳۰ کیلومتر (۱۹ مایل)   |                 | [ ۱ ]    |
| ۱۷ مه ۴۴۰      | ۰۵:۴۹:۳۲           | ۹۳         | کامل   | ۱٫۰۲۵۳ | ۰۱ دقیقه ۵۴ ثانیه | ۵۳°۴۸′شمالی ۹۷°۳۶′شرقی / ۵۳٫۸°شمالی ۹۷٫۶°شرقی   | ۱۰۷ کیلومتر (۶۶ مایل)  |                 | [ ۱ ]    |
| ۱۱ نوامبر ۴۴۰  | ۰۰:۰۷:۰۱           | ۹۸         | حلقه‌ای | ۰٫۹۳۰۹ | ۰۴ دقیقه ۴۹ ثانیه | ۶۹°۴۲′جنوبی ۱۲۷°۳۶′شرقی / ۶۹٫۷°جنوبی ۱۲۷٫۶°شرقی | ۶۶۵ کیلومتر (۴۱۳ مایل) |                 | [ ۱ ]    |
| ۷ آوریل ۴۴۱    | ۱۳:۲۹:۵۱           | ۶۵         | جزئی   | ۰٫۶۱۸۲ | —                 | ۶۱°۰۶′جنوبی ۸۰°۲۴′شرقی / ۶۱٫۱°جنوبی ۸۰٫۴°شرقی   | —                      |                 | [ ۱ ]    |
| ۶ مه ۴۴۱       | ۲۰:۳۹:۴۲           | ۱۰۳        | جزئی   | ۰٫۴۲۰۸ | —                 | ۶۲°۱۸′شمالی ۱۲۹°۱۲′شرقی / ۶۲٫۳°شمالی ۱۲۹٫۲°شرقی | —                      |                 | [ ۱ ]    |
| ۱ اکتبر ۴۴۱    | ۰۵:۴۳:۳۰           | ۷۰         | جزئی   | ۰٫۲۸۱۸ | —                 | ۶۰°۵۴′شمالی ۱۵۹°۰۰′غربی / ۶۰٫۹°شمالی ۱۵۹٫۰°غربی | —                      |                 | [ ۱ ]    |
| ۲۸ مارس ۴۴۲    | ۰۵:۵۰:۱۴           | ۷۵         | کامل   | ۱٫۰۴۴۰ | ۰۳ دقیقه ۳۷ ثانیه | ۲۳°۳۰′جنوبی ۱۳۵°۲۴′شرقی / ۲۳٫۵°جنوبی ۱۳۵٫۴°شرقی | ۱۶۹ کیلومتر (۱۰۵ مایل) |                 | [ ۱ ]    |
| ۲۰ سپتامبر ۴۴۲ | ۰۹:۱۶:۵۰           | ۸۰         | حلقه‌ای | ۰٫۹۷۵۱ | ۰۲ دقیقه ۱۴ ثانیه | ۳۵°۰۰′شمالی ۸۷°۳۶′شرقی / ۳۵٫۰°شمالی ۸۷٫۶°شرقی   | ۱۱۴ کیلومتر (۷۱ مایل)  |                 | [ ۱ ]    |
| ۱۷ مارس ۴۴۳    | ۱۷:۳۳:۵۶           | ۸۵         | حلقه‌ای | ۰٫۹۸۸۷ | ۰۱ دقیقه ۰۶ ثانیه | ۱۱°۰۰′شمالی ۶۲°۰۰′غربی / ۱۱٫۰°شمالی ۶۲٫۰°غربی   | ۴۱ کیلومتر (۲۵ مایل)   |                 | [ ۱ ]    |
| ۹ سپتامبر ۴۴۳  | ۲۰:۱۶:۳۹           | ۹۰         | کامل   | ۱٫۰۳۶۸ | ۰۳ دقیقه ۱۴ ثانیه | ۰°۳۰′جنوبی ۱۰۲°۰۶′غربی / ۰٫۵°جنوبی ۱۰۲٫۱°غربی   | ۱۲۴ کیلومتر (۷۷ مایل)  |                 | [ ۱ ]    |
| ۵ مارس ۴۴۴     | ۲۱:۵۳:۰۹           | ۹۵         | حلقه‌ای | ۰٫۹۵۱۳ | —                 | ۶۰°۴۸′شمالی ۱۶۰°۱۸′شرقی / ۶۰٫۸°شمالی ۱۶۰٫۳°شرقی | —                      |                 | [ ۱ ]    |
| ۲۹ اوت ۴۴۴     | ۱۲:۱۰:۳۱           | ۱۰۰        | کامل   | ۱٫۰۵۹۰ | ۰۴ دقیقه ۱۹ ثانیه | ۳۸°۳۶′جنوبی ۵°۳۰′غربی / ۳۸٫۶°جنوبی ۵٫۵°غربی     | ۳۲۶ کیلومتر (۲۰۳ مایل) |                 | [ ۱ ]    |
| ۲۴ ژانویه ۴۴۵  | ۰۴:۲۴:۱۳           | ۶۷         | جزئی   | ۰٫۵۱۲۶ | —                 | ۶۲°۴۲′جنوبی ۸۴°۳۰′غربی / ۶۲٫۷°جنوبی ۸۴٫۵°غربی   | —                      |                 | [ ۱ ]    |
| ۲۰ ژوئیه ۴۴۵   | ۱۹:۱۷:۰۰           | ۷۲         | جزئی   | ۰٫۸۸۴۱ | —                 | ۶۳°۱۸′شمالی ۵۶°۰۶′شرقی / ۶۳٫۳°شمالی ۵۶٫۱°شرقی   | —                      |                 | [ ۱ ]    |
| ۱۳ ژانویه ۴۴۶  | ۱۰:۲۰:۲۵           | ۷۷         | حلقه‌ای | ۰٫۹۸۸۴ | ۰۰ دقیقه ۵۸ ثانیه | ۵۰°۳۶′جنوبی ۶۶°۵۴′شرقی / ۵۰٫۶°جنوبی ۶۶٫۹°شرقی   | ۴۷ کیلومتر (۲۹ مایل)   |                 | [ ۱ ]    |
| ۱۰ ژوئیه ۴۴۶   | ۰۴:۰۰:۵۵           | ۸۲         | حلقه‌ای | ۰٫۹۷۴۵ | ۰۲ دقیقه ۳۲ ثانیه | ۴۱°۰۶′شمالی ۱۵۱°۵۴′شرقی / ۴۱٫۱°شمالی ۱۵۱٫۹°شرقی | ۹۷ کیلومتر (۶۰ مایل)   |                 | [ ۱ ]    |
| ۲ ژانویه ۴۴۷   | ۲۳:۰۰:۵۴           | ۸۷         | کامل   | ۱٫۰۳۷۳ | ۰۳ دقیقه ۳۵ ثانیه | ۱۱°۴۸′جنوبی ۱۳۹°۳۰′غربی / ۱۱٫۸°جنوبی ۱۳۹٫۵°غربی | ۱۲۸ کیلومتر (۸۰ مایل)  |                 | [ ۱ ]    |
| ۲۹ ژوئیه ۴۴۷   | ۰۶:۰۵:۵۷           | ۹۲         | حلقه‌ای | ۰٫۹۴۶۹ | ۰۷ دقیقه ۲۳ ثانیه | ۲°۴۲′جنوبی ۱۱۰°۲۴′شرقی / ۲٫۷°جنوبی ۱۱۰٫۴°شرقی   | ۲۱۸ کیلومتر (۱۳۵ مایل) |                 | [ ۱ ]    |
| ۲۳ دسامبر ۴۴۷  | ۱۴:۴۲:۲۱           | ۹۷         | کامل   | ۱٫۰۳۵۵ | ۰۳ دقیقه ۰۲ ثانیه | ۳۵°۳۶′شمالی ۲۱°۱۸′غربی / ۳۵٫۶°شمالی ۲۱٫۳°غربی   | ۲۳۵ کیلومتر (۱۴۶ مایل) |                 | [ ۱ ]    |
| ۱۷ ژوئیه ۴۴۸   | ۰۷:۱۲:۱۵           | ۱۰۲        | جزئی   | ۰٫۶۳۸۵ | —                 | ۶۶°۰۶′جنوبی ۸۷°۰۰′شرقی / ۶۶٫۱°جنوبی ۸۷٫۰°شرقی   | —                      |                 | [ ۱ ]    |
| ۱۲ نوامبر ۴۴۸  | ۱۵:۰۳:۰۸           | ۶۹         | جزئی   | ۰٫۵۴۱۶ | —                 | ۶۹°۲۴′جنوبی ۱۷۵°۳۶′غربی / ۶۹٫۴°جنوبی ۱۷۵٫۶°غربی | —                      |                 | [ ۱ ]    |
| ۸ مه ۴۴۹       | ۰۵:۰۲:۳۹           | ۷۴         | کامل   | ۱٫۰۳۷۴ | ۰۲ دقیقه ۳۵ ثانیه | ۶۳°۴۲′شمالی ۱۱۰°۳۰′شرقی / ۶۳٫۷°شمالی ۱۱۰٫۵°شرقی | ۱۸۷ کیلومتر (۱۱۶ مایل) |                 | [ ۱ ]    |
| ۱ نوامبر ۴۴۹   | ۱۹:۱۷:۵۷           | ۷۹         | حلقه‌ای | ۰٫۹۲۸۰ | ۰۷ دقیقه ۰۹ ثانیه | ۵۰°۳۶′جنوبی ۹۹°۰۰′غربی / ۵۰٫۶°جنوبی ۹۹٫۰°غربی   | ۳۳۵ کیلومتر (۲۰۸ مایل) |                 | [ ۱ ]    |
| ۲۷ آوریل ۴۵۰   | ۲۰:۵۵:۲۸           | ۸۴         | کامل   | ۱٫۰۷۶۵ | ۰۶ دقیقه ۵۰ ثانیه | ۱۳°۱۲′شمالی ۱۰۹°۰۰′غربی / ۱۳٫۲°شمالی ۱۰۹٫۰°غربی | ۲۴۸ کیلومتر (۱۵۴ مایل) |                 | [ ۱ ]    |
| ۲۱ اکتبر ۴۵۰   | ۱۸:۳۷:۱۵           | ۸۹         | حلقه‌ای | ۰٫۹۲۳۸ | ۱۰ دقیقه ۲۰ ثانیه | ۶°۱۲′جنوبی ۷۵°۴۲′غربی / ۶٫۲°جنوبی ۷۵٫۷°غربی     | ۲۸۹ کیلومتر (۱۸۰ مایل) |                 | [ ۱ ]    |
| ۱۷ آوریل ۴۵۱   | ۱۳:۵۰:۳۹           | ۹۴         | کامل   | ۱٫۰۵۴۵ | ۰۴ دقیقه ۲۷ ثانیه | ۳۶°۴۸′جنوبی ۱۲°۱۸′شرقی / ۳۶٫۸°جنوبی ۱۲٫۳°شرقی   | ۲۷۴ کیلومتر (۱۷۰ مایل) |                 | [ ۱ ]    |
| ۱۰ اکتبر ۴۵۱   | ۲۰:۲۷:۰۲           | ۹۹         | حلقه‌ای | ۰٫۹۵۵۱ | ۰۴ دقیقه ۲۴ ثانیه | ۴۲°۱۲′شمالی ۸۶°۱۸′غربی / ۴۲٫۲°شمالی ۸۶٫۳°غربی   | ۲۶۲ کیلومتر (۱۶۳ مایل) |                 | [ ۱ ]    |
| ۷ مارس ۴۵۲     | ۱۴:۴۲:۲۰           | ۶۶         | جزئی   | ۰٫۶۱۹۲ | —                 | ۷۱°۴۸′شمالی ۸۷°۵۴′غربی / ۷۱٫۸°شمالی ۸۷٫۹°غربی   | —                      |                 | [ ۱ ]    |
| ۳۰ اوت ۴۵۲     | ۱۹:۳۶:۱۱           | ۷۱         | جزئی   | ۰٫۵۹۴۴ | —                 | ۷۱°۱۸′جنوبی ۱۵۲°۱۸′غربی / ۷۱٫۳°جنوبی ۱۵۲٫۳°غربی | —                      |                 | [ ۱ ]    |
| ۲۹ سپتامبر ۴۵۲ | ۰۵:۳۶:۴۳           | ۱۰۹        | جزئی   | ۰٫۱۹۳۸ | —                 | ۷۱°۴۸′شمالی ۱۶۰°۰۶′غربی / ۷۱٫۸°شمالی ۱۶۰٫۱°غربی | —                      |                 | [ ۱ ]    |
| ۲۴ فوریه ۴۵۳   | ۱۷:۰۴:۴۰           | ۷۶         | حلقه‌ای | ۰٫۹۳۰۵ | ۰۸ دقیقه ۴۸ ثانیه | ۲۰°۳۶′شمالی ۵۵°۳۶′غربی / ۲۰٫۶°شمالی ۵۵٫۶°غربی   | ۲۹۹ کیلومتر (۱۸۶ مایل) |                 | [ ۱ ]    |
| ۲۰ اوت ۴۵۳     | ۱۲:۰۷:۵۵           | ۸۱         | کامل   | ۱٫۰۶۵۶ | ۰۵ دقیقه ۵۰ ثانیه | ۱۷°۱۲′جنوبی ۱۶°۱۸′شرقی / ۱۷٫۲°جنوبی ۱۶٫۳°شرقی   | ۲۴۷ کیلومتر (۱۵۳ مایل) |                 | [ ۱ ]    |
| ۱۳ فوریه ۴۵۴   | ۱۶:۴۷:۵۴           | ۸۶         | حلقه‌ای | ۰٫۹۳۷۵ | ۰۷ دقیقه ۳۶ ثانیه | ۲۴°۳۰′جنوبی ۳۹°۰۰′غربی / ۲۴٫۵°جنوبی ۳۹٫۰°غربی   | ۲۳۷ کیلومتر (۱۴۷ مایل) |                 | [ ۱ ]    |
| ۱۰ اوت ۴۵۴     | ۰۳:۳۹:۰۷           | ۹۱         | کامل   | ۱٫۰۳۵۵ | ۰۳ دقیقه ۱۷ ثانیه | ۲۸°۳۰′شمالی ۱۵۴°۳۶′شرقی / ۲۸٫۵°شمالی ۱۵۴٫۶°شرقی | ۱۲۲ کیلومتر (۷۶ مایل)  |                 | [ ۱ ]    |
| ۲ فوریه ۴۵۵    | ۲۱:۱۴:۲۹           | ۹۶         | حلقه‌ای | ۰٫۹۷۲۳ | ۰۱ دقیقه ۵۲ ثانیه | ۷۶°۰۶′جنوبی ۵۹°۵۴′غربی / ۷۶٫۱°جنوبی ۵۹٫۹°غربی   | ۲۳۳ کیلومتر (۱۴۵ مایل) |                 | [ ۱ ]    |
| ۳۰ ژوئیه ۴۵۵   | ۱۳:۴۷:۰۱           | ۱۰۱        | جزئی   | ۰٫۹۴۰۶ | —                 | ۶۹°۱۸′شمالی ۱۵۲°۳۶′شرقی / ۶۹٫۳°شمالی ۱۵۲٫۶°شرقی | —                      |                 | [ ۱ ]    |
| ۲۴ دسامبر ۴۵۵  | ۲۲:۰۱:۴۲           | ۶۸         | جزئی   | ۰٫۷۱۶۳ | —                 | ۶۶°۱۲′شمالی ۱۱۵°۱۲′غربی / ۶۶٫۲°شمالی ۱۱۵٫۲°غربی | —                      |                 | [ ۱ ]    |
| ۲۳ ژانویه ۴۵۶  | ۰۸:۴۶:۳۰           | ۱۰۶        | جزئی   | ۰٫۰۱۱۲ | —                 | ۶۹°۰۰′جنوبی ۱۲۶°۳۰′غربی / ۶۹٫۰°جنوبی ۱۲۶٫۵°غربی | —                      |                 | [ ۱ ]    |
| ۱۹ ژوئیه ۴۵۶   | ۰۱:۴۷:۰۰           | ۷۳         | جزئی   | ۰٫۸۸۸۷ | —                 | ۶۵°۳۶′جنوبی ۱۶۶°۰۶′غربی / ۶۵٫۶°جنوبی ۱۶۶٫۱°غربی | —                      |                 | [ ۱ ]    |
| ۱۳ دسامبر ۴۵۶  | ۱۳:۴۱:۲۸           | ۷۸         | کامل   | ۱٫۰۳۴۲ | ۰۳ دقیقه ۲۳ ثانیه | ۶°۱۸′شمالی ۴°۰۰′شرقی / ۶٫۳°شمالی ۴٫۰°شرقی       | ۱۳۳ کیلومتر (۸۳ مایل)  |                 | [ ۱ ]    |
| ۸ ژوئیه ۴۵۷    | ۰۴:۰۱:۱۰           | ۸۳         | حلقه‌ای | ۰٫۹۷۷۹ | ۰۲ دقیقه ۴۳ ثانیه | ۸°۳۰′شمالی ۱۴۶°۵۴′شرقی / ۸٫۵°شمالی ۱۴۶٫۹°شرقی   | ۸۱ کیلومتر (۵۰ مایل)   |                 | [ ۱ ]    |
| ۳ دسامبر ۴۵۷   | ۰۲:۲۲:۲۳           | ۸۸         | حلقه‌ای | ۰٫۹۸۸۲ | ۰۱ دقیقه ۰۹ ثانیه | ۳۳°۰۰′جنوبی ۱۶۵°۲۴′شرقی / ۳۳٫۰°جنوبی ۱۶۵٫۴°شرقی | ۴۲ کیلومتر (۲۶ مایل)   |                 | [ ۱ ]    |
| ۲۸ مه ۴۵۸      | ۱۲:۵۸:۳۰           | ۹۳         | کامل   | ۱٫۰۳۰۵ | ۰۲ دقیقه ۲۱ ثانیه | ۵۲°۰۰′شمالی ۳°۴۲′غربی / ۵۲٫۰°شمالی ۳٫۷°غربی     | ۱۲۱ کیلومتر (۷۵ مایل)  |                 | [ ۱ ]    |
| ۲۲ نوامبر ۴۵۸  | ۰۸:۱۶:۲۸           | ۹۸         | حلقه‌ای | ۰٫۹۲۸۰ | ۰۵ دقیقه ۰۰ ثانیه | ۷۳°۴۸′جنوبی ۱°۱۲′شرقی / ۷۳٫۸°جنوبی ۱٫۲°شرقی     | ۶۷۹ کیلومتر (۴۲۲ مایل) |                 | [ ۱ ]    |
| ۱۸ آوریل ۴۵۹   | ۲۱:۱۲:۳۱           | ۶۵         | جزئی   | ۰٫۵۰۲۰ | —                 | ۶۱°۳۰′جنوبی ۴۴°۴۸′غربی / ۶۱٫۵°جنوبی ۴۴٫۸°غربی   | —                      |                 | [ ۱ ]    |
| ۱۸ مه ۴۵۹      | ۰۴:۰۷:۰۸           | ۱۰۳        | جزئی   | ۰٫۵۶۰۳ | —                 | ۶۳°۰۰′شمالی ۷°۲۴′شرقی / ۶۳٫۰°شمالی ۷٫۴°شرقی     | —                      |                 | [ ۱ ]    |
| ۱۲ اکتبر ۴۵۹   | ۱۳:۲۳:۱۰           | ۷۰         | جزئی   | ۰٫۲۴۰۹ | —                 | ۶۱°۰۶′شمالی ۷۶°۴۲′شرقی / ۶۱٫۱°شمالی ۷۶٫۷°شرقی   | —                      |                 | [ ۱ ]    |
| ۷ آوریل ۴۶۰    | ۱۳:۳۱:۱۳           | ۷۵         | کامل   | ۱٫۰۴۳۴ | ۰۳ دقیقه ۳۸ ثانیه | ۲۳°۱۲′جنوبی ۱۹°۴۲′شرقی / ۲۳٫۲°جنوبی ۱۹٫۷°شرقی   | ۱۷۳ کیلومتر (۱۰۷ مایل) |                 | [ ۱ ]    |
| ۳۰ سپتامبر ۴۶۰ | ۱۷:۱۱:۲۶           | ۸۰         | حلقه‌ای | ۰٫۹۷۴۹ | ۰۲ دقیقه ۱۸ ثانیه | ۳۲°۴۸′شمالی ۳۲°۲۴′غربی / ۳۲٫۸°شمالی ۳۲٫۴°غربی   | ۱۱۸ کیلومتر (۷۳ مایل)  |                 | [ ۱ ]    |
| ۲۸ مارس ۴۶۱    | ۰۰:۵۹:۲۲           | ۸۵         | حلقه‌ای | ۰٫۹۸۸۵ | ۰۱ دقیقه ۰۸ ثانیه | ۱۲°۳۶′شمالی ۱۷۳°۳۶′غربی / ۱۲٫۶°شمالی ۱۷۳٫۶°غربی | ۴۱ کیلومتر (۲۵ مایل)   |                 | [ ۱ ]    |
| ۲۰ سپتامبر ۴۶۱ | ۰۴:۲۴:۳۵           | ۹۰         | کامل   | ۱٫۰۳۶۴ | ۰۳ دقیقه ۰۹ ثانیه | ۳°۰۶′جنوبی ۱۳۵°۱۲′شرقی / ۳٫۱°جنوبی ۱۳۵٫۲°شرقی   | ۱۲۳ کیلومتر (۷۶ مایل)  |                 | [ ۱ ]    |
| ۱۷ مارس ۴۶۲    | ۰۵:۰۴:۰۲           | ۹۵         | حلقه‌ای | ۰٫۹۳۲۳ | ۰۵ دقیقه ۲۴ ثانیه | ۵۶°۱۸′شمالی ۷۴°۱۲′شرقی / ۵۶٫۳°شمالی ۷۴٫۲°شرقی   | ۸۵۰ کیلومتر (۵۳۰ مایل) |                 | [ ۱ ]    |
| ۹ سپتامبر ۴۶۲  | ۲۰:۱۶:۳۰           | ۱۰۰        | کامل   | ۱٫۰۵۶۹ | ۰۴ دقیقه ۰۷ ثانیه | ۳۸°۳۰′جنوبی ۱۲۸°۰۶′غربی / ۳۸٫۵°جنوبی ۱۲۸٫۱°غربی | ۲۸۸ کیلومتر (۱۷۹ مایل) |                 | [ ۱ ]    |
| ۴ فوریه ۴۶۳    | ۱۲:۱۵:۲۳           | ۶۷         | جزئی   | ۰٫۴۸۱۶ | —                 | ۶۲°۰۶′جنوبی ۱۴۷°۵۴′شرقی / ۶۲٫۱°جنوبی ۱۴۷٫۹°شرقی | —                      |                 | [ ۱ ]    |
| ۱ اوت ۴۶۳      | ۰۲:۳۶:۴۲           | ۷۲         | جزئی   | ۰٫۷۵۵۳ | —                 | ۶۲°۳۰′شمالی ۶۳°۴۸′غربی / ۶۲٫۵°شمالی ۶۳٫۸°غربی   | —                      |                 | [ ۱ ]    |
| ۳۰ اوت ۴۶۳     | ۱۲:۱۱:۴۱           | ۱۱۰        | جزئی   | ۰٫۰۷۷۴ | —                 | ۶۱°۲۴′جنوبی ۵۱°۱۲′غربی / ۶۱٫۴°جنوبی ۵۱٫۲°غربی   | —                      |                 | [ ۱ ]    |
| ۲۴ ژانویه ۴۶۴  | ۱۸:۴۲:۰۵           | ۷۷         | حلقه‌ای | ۰٫۹۹۳۵ | ۰۰ دقیقه ۳۲ ثانیه | ۴۸°۰۰′جنوبی ۵۵°۵۴′غربی / ۴۸٫۰°جنوبی ۵۵٫۹°غربی   | ۲۷ کیلومتر (۱۷ مایل)   |                 | [ ۱ ]    |
| ۲۰ ژوئیه ۴۶۴   | ۱۰:۴۷:۲۹           | ۸۲         | حلقه‌ای | ۰٫۹۶۹۳ | ۰۲ دقیقه ۵۷ ثانیه | ۴۳°۲۴′شمالی ۵۳°۴۲′شرقی / ۴۳٫۴°شمالی ۵۳٫۷°شرقی   | ۱۲۰ کیلومتر (۷۵ مایل)  |                 | [ ۱ ]    |
| ۱۳ ژانویه ۴۶۵  | ۰۷:۴۴:۴۳           | ۸۷         | کامل   | ۱٫۰۴۰۷ | ۰۳ دقیقه ۴۹ ثانیه | ۱۰°۵۴′جنوبی ۸۹°۰۶′شرقی / ۱۰٫۹°جنوبی ۸۹٫۱°شرقی   | ۱۳۹ کیلومتر (۸۶ مایل)  |                 | [ ۱ ]    |
| ۹ ژوئیه ۴۶۵    | ۱۲:۳۱:۵۰           | ۹۲         | حلقه‌ای | ۰٫۹۴۵۹ | ۰۷ دقیقه ۲۱ ثانیه | ۱°۵۴′شمالی ۱۲°۵۴′شرقی / ۱٫۹°شمالی ۱۲٫۹°شرقی     | ۲۱۳ کیلومتر (۱۳۲ مایل) |                 | [ ۱ ]    |
| ۲ ژانویه ۴۶۶   | ۲۳:۳۱:۵۶           | ۹۷         | کامل   | ۱٫۰۳۵۷ | ۰۳ دقیقه ۰۲ ثانیه | ۳۵°۱۲′شمالی ۱۵۸°۰۶′غربی / ۳۵٫۲°شمالی ۱۵۸٫۱°غربی | ۲۳۳ کیلومتر (۱۴۵ مایل) |                 | [ ۱ ]    |
| ۲۸ ژوئیه ۴۶۶   | ۱۳:۴۷:۲۱           | ۱۰۲        | جزئی   | ۰٫۷۸۷۰ | —                 | ۶۵°۰۶′جنوبی ۲۲°۴۲′غربی / ۶۵٫۱°جنوبی ۲۲٫۷°غربی   | —                      |                 | [ ۱ ]    |
| ۲۳ نوامبر ۴۶۶  | ۲۳:۲۹:۳۹           | ۶۹         | جزئی   | ۰٫۵۲۹۰ | —                 | ۶۸°۱۸′جنوبی ۴۵°۱۲′شرقی / ۶۸٫۳°جنوبی ۴۵٫۲°شرقی   | —                      |                 | [ ۱ ]    |
| ۱۹ مه ۴۶۷      | ۱۲:۱۹:۱۵           | ۷۴         | کامل   | ۱٫۰۴۰۳ | ۰۲ دقیقه ۳۳ ثانیه | ۷۳°۰۶′شمالی ۲°۱۲′غربی / ۷۳٫۱°شمالی ۲٫۲°غربی     | ۲۳۱ کیلومتر (۱۴۴ مایل) |                 | [ ۱ ]    |
| ۱۳ نوامبر ۴۶۷  | ۰۳:۱۸:۰۲           | ۷۹         | حلقه‌ای | ۰٫۹۲۴۸ | ۰۷ دقیقه ۱۷ ثانیه | ۵۵°۰۶′جنوبی ۱۴۲°۳۰′شرقی / ۵۵٫۱°جنوبی ۱۴۲٫۵°شرقی | ۳۵۶ کیلومتر (۲۲۱ مایل) |                 | [ ۱ ]    |
| ۸ مه ۴۶۸       | ۰۴:۲۸:۵۸           | ۸۴         | کامل   | ۱٫۰۷۸۹ | ۰۶ دقیقه ۵۶ ثانیه | ۲۰°۱۲′شمالی ۱۳۵°۴۲′شرقی / ۲۰٫۲°شمالی ۱۳۵٫۷°شرقی | ۲۵۵ کیلومتر (۱۵۸ مایل) |                 | [ ۱ ]    |
| ۱ نوامبر ۴۶۸   | ۰۲:۲۷:۲۴           | ۸۹         | حلقه‌ای | ۰٫۹۲۲۷ | ۱۰ دقیقه ۳۴ ثانیه | ۱۰°۴۸′جنوبی ۱۶۵°۳۰′شرقی / ۱۰٫۸°جنوبی ۱۶۵٫۵°شرقی | ۲۹۳ کیلومتر (۱۸۲ مایل) |                 | [ ۱ ]    |
| ۲۷ آوریل ۴۶۹   | ۲۱:۲۴:۱۸           | ۹۴         | کامل   | ۱٫۰۵۵۵ | ۰۴ دقیقه ۵۲ ثانیه | ۲۸°۴۲′جنوبی ۱۰۶°۴۲′غربی / ۲۸٫۷°جنوبی ۱۰۶٫۷°غربی | ۲۵۴ کیلومتر (۱۵۸ مایل) |                 | [ ۱ ]    |
| ۲۱ اکتبر ۴۶۹   | ۰۴:۳۰:۰۰           | ۹۹         | حلقه‌ای | ۰٫۹۵۵۹ | ۰۴ دقیقه ۳۳ ثانیه | ۳۶°۵۴′شمالی ۱۴۸°۲۴′شرقی / ۳۶٫۹°شمالی ۱۴۸٫۴°شرقی | ۲۴۷ کیلومتر (۱۵۳ مایل) |                 | [ ۱ ]    |
| ۱۸ مارس ۴۷۰    | ۲۲:۰۸:۴۴           | ۶۶         | جزئی   | ۰٫۵۳۱۱ | —                 | ۷۲°۰۰′شمالی ۱۴۵°۴۲′شرقی / ۷۲٫۰°شمالی ۱۴۵٫۷°شرقی | —                      |                 | [ ۱ ]    |
| ۱۷ آوریل ۴۷۰   | ۱۰:۲۶:۵۶           | ۱۰۴        | جزئی   | ۰٫۰۸۶۷ | —                 | ۷۱°۰۰′جنوبی ۱۰۳°۵۴′شرقی / ۷۱٫۰°جنوبی ۱۰۳٫۹°شرقی | —                      |                 | [ ۱ ]    |
| ۱۱ سپتامبر ۴۷۰ | ۰۳:۳۹:۳۹           | ۷۱         | جزئی   | ۰٫۵۲۵۵ | —                 | ۷۱°۴۲′جنوبی ۷۲°۱۸′شرقی / ۷۱٫۷°جنوبی ۷۲٫۳°شرقی   | —                      |                 | [ ۱ ]    |
| ۱۰ اکتبر ۴۷۰   | ۱۳:۵۴:۴۰           | ۱۰۹        | جزئی   | ۰٫۲۴۱۲ | —                 | ۷۱°۳۰′شمالی ۶۰°۳۶′شرقی / ۷۱٫۵°شمالی ۶۰٫۶°شرقی   | —                      |                 | [ ۱ ]    |
| ۸ مارس ۴۷۱     | ۰۰:۱۹:۴۰           | ۷۶         | حلقه‌ای | ۰٫۹۳۲۳ | ۰۸ دقیقه ۰۷ ثانیه | ۲۷°۲۴′شمالی ۱۶۷°۴۸′غربی / ۲۷٫۴°شمالی ۱۶۷٫۸°غربی | ۳۰۱ کیلومتر (۱۸۷ مایل) |                 | [ ۱ ]    |
| ۳۱ اوت ۴۷۱     | ۲۰:۰۷:۱۱           | ۸۱         | کامل   | ۱٫۰۶۱۱ | ۰۵ دقیقه ۱۵ ثانیه | ۲۳°۴۸′جنوبی ۱۰۷°۰۶′غربی / ۲۳٫۸°جنوبی ۱۰۷٫۱°غربی | ۲۳۹ کیلومتر (۱۴۹ مایل) |                 | [ ۱ ]    |
| ۲۵ فوریه ۴۷۲   | ۰۰:۱۶:۴۰           | ۸۶         | حلقه‌ای | ۰٫۹۴۲۴ | ۰۷ دقیقه ۰۵ ثانیه | ۱۸°۲۴′جنوبی ۱۵۲°۴۸′غربی / ۱۸٫۴°جنوبی ۱۵۲٫۸°غربی | ۲۱۶ کیلومتر (۱۳۴ مایل) |                 | [ ۱ ]    |
| ۲۰ اوت ۴۷۲     | ۱۱:۱۷:۳۱           | ۹۱         | کامل   | ۱٫۰۲۹۶ | ۰۲ دقیقه ۵۰ ثانیه | ۲۱°۴۸′شمالی ۳۸°۳۰′شرقی / ۲۱٫۸°شمالی ۳۸٫۵°شرقی   | ۱۰۲ کیلومتر (۶۳ مایل)  |                 | [ ۱ ]    |
| ۱۳ فوریه ۴۷۳   | ۰۵:۱۶:۱۶           | ۹۶         | حلقه‌ای | ۰٫۹۷۹۰ | ۰۱ دقیقه ۲۹ ثانیه | ۶۹°۳۰′جنوبی ۱۶۸°۰۰′شرقی / ۶۹٫۵°جنوبی ۱۶۸٫۰°شرقی | ۱۵۶ کیلومتر (۹۷ مایل)  |                 | [ ۱ ]    |
| ۹ اوت ۴۷۳      | ۲۰:۵۱:۵۱           | ۱۰۱        | حلقه‌ای | ۰٫۹۶۵۴ | ۰۲ دقیقه ۱۳ ثانیه | ۷۸°۱۲′شمالی ۱۹°۰۰′غربی / ۷۸٫۲°شمالی ۱۹٫۰°غربی   | ۴۶۳ کیلومتر (۲۸۸ مایل) |                 | [ ۱ ]    |
| ۴ ژانویه ۴۷۴   | ۰۶:۵۰:۳۸           | ۶۸         | جزئی   | ۰٫۷۰۹۵ | —                 | ۶۷°۱۸′شمالی ۱۰۱°۰۶′شرقی / ۶۷٫۳°شمالی ۱۰۱٫۱°شرقی | —                      |                 | [ ۱ ]    |
| ۲ فوریه ۴۷۴    | ۱۷:۱۶:۰۱           | ۱۰۶        | جزئی   | ۰٫۰۴۳۸ | —                 | ۶۹°۵۴′جنوبی ۹۳°۰۶′شرقی / ۶۹٫۹°جنوبی ۹۳٫۱°شرقی   | —                      |                 | [ ۱ ]    |
| ۳۰ ژوئیه ۴۷۴   | ۰۸:۱۰:۰۵           | ۷۳         | جزئی   | ۰٫۷۴۲۵ | —                 | ۶۶°۳۶′جنوبی ۸۷°۰۰′شرقی / ۶۶٫۶°جنوبی ۸۷٫۰°شرقی   | —                      |                 | [ ۱ ]    |
| ۲۴ دسامبر ۴۷۴  | ۲۲:۳۱:۵۲           | ۷۸         | کامل   | ۱٫۰۳۳۲ | ۰۳ دقیقه ۲۰ ثانیه | ۶°۴۲′شمالی ۱۳۰°۲۴′غربی / ۶٫۷°شمالی ۱۳۰٫۴°غربی   | ۱۲۹ کیلومتر (۸۰ مایل)  |                 | [ ۱ ]    |
| ۱۹ ژوئیه ۴۷۵   | ۱۰:۴۰:۲۳           | ۸۳         | حلقه‌ای | ۰٫۹۸۰۲ | ۰۲ دقیقه ۲۹ ثانیه | ۳°۵۴′شمالی ۴۶°۱۸′شرقی / ۳٫۹°شمالی ۴۶٫۳°شرقی     | ۷۵ کیلومتر (۴۷ مایل)   |                 | [ ۱ ]    |
| ۱۴ دسامبر ۴۷۵  | ۱۰:۵۷:۴۴           | ۸۸         | حلقه‌ای | ۰٫۹۸۵۴ | ۰۱ دقیقه ۲۷ ثانیه | ۳۴°۰۶′جنوبی ۳۸°۱۲′شرقی / ۳۴٫۱°جنوبی ۳۸٫۲°شرقی   | ۵۳ کیلومتر (۳۳ مایل)   |                 | [ ۱ ]    |
| ۷ ژوئیه ۴۷۶    | ۲۰:۰۶:۴۹           | ۹۳         | کامل   | ۱٫۰۳۵۰ | ۰۲ دقیقه ۴۸ ثانیه | ۴۹°۰۶′شمالی ۱۰۵°۳۶′غربی / ۴۹٫۱°شمالی ۱۰۵٫۶°غربی | ۱۳۲ کیلومتر (۸۲ مایل)  |                 | [ ۱ ]    |
| ۲ دسامبر ۴۷۶   | ۱۶:۲۷:۳۳           | ۹۸         | حلقه‌ای | ۰٫۹۲۵۶ | ۰۵ دقیقه ۰۹ ثانیه | ۷۸°۰۰′جنوبی ۱۲۵°۳۰′غربی / ۷۸٫۰°جنوبی ۱۲۵٫۵°غربی | ۶۹۴ کیلومتر (۴۳۱ مایل) |                 | [ ۱ ]    |
| ۲۹ آوریل ۴۷۷   | ۰۴:۵۰:۲۳           | ۶۵         | جزئی   | ۰٫۳۷۸۲ | —                 | ۶۲°۰۰′جنوبی ۱۶۹°۰۰′غربی / ۶۲٫۰°جنوبی ۱۶۹٫۰°غربی | —                      |                 | [ ۱ ]    |
| ۲۸ مه ۴۷۷      | ۱۱:۳۳:۳۷           | ۱۰۳        | جزئی   | ۰٫۷۰۲۳ | —                 | ۶۳°۴۸′شمالی ۱۱۴°۲۴′غربی / ۶۳٫۸°شمالی ۱۱۴٫۴°غربی | —                      |                 | [ ۱ ]    |
| ۲۲ اکتبر ۴۷۷   | ۲۱:۱۱:۱۳           | ۷۰         | جزئی   | ۰٫۲۱۱۳ | —                 | ۶۱°۳۰′شمالی ۴۹°۴۸′غربی / ۶۱٫۵°شمالی ۴۹٫۸°غربی   | —                      |                 | [ ۱ ]    |
| ۱۸ آوریل ۴۷۸   | ۲۱:۰۶:۰۵           | ۷۵         | کامل   | ۱٫۰۴۲۱ | ۰۳ دقیقه ۳۶ ثانیه | ۲۳°۵۴′جنوبی ۹۴°۳۶′غربی / ۲۳٫۹°جنوبی ۹۴٫۶°غربی   | ۱۷۸ کیلومتر (۱۱۱ مایل) |                 | [ ۱ ]    |
| ۱۲ اکتبر ۴۷۸   | ۰۱:۱۳:۴۶           | ۸۰         | حلقه‌ای | ۰٫۹۷۴۸ | ۰۲ دقیقه ۲۱ ثانیه | ۳۰°۴۲′شمالی ۱۵۴°۵۴′غربی / ۳۰٫۷°شمالی ۱۵۴٫۹°غربی | ۱۲۱ کیلومتر (۷۵ مایل)  |                 | [ ۱ ]    |
| ۸ آوریل ۴۷۹    | ۰۸:۱۶:۴۲           | ۸۵         | حلقه‌ای | ۰٫۹۸۸۱ | ۰۱ دقیقه ۱۱ ثانیه | ۱۳°۴۸′شمالی ۷۷°۱۲′شرقی / ۱۳٫۸°شمالی ۷۷٫۲°شرقی   | ۴۲ کیلومتر (۲۶ مایل)   |                 | [ ۱ ]    |
| ۱ اکتبر ۴۷۹    | ۱۲:۴۰:۲۶           | ۹۰         | کامل   | ۱٫۰۳۵۸ | ۰۳ دقیقه ۰۶ ثانیه | ۶°۰۰′جنوبی ۱۰°۳۶′شرقی / ۶٫۰°جنوبی ۱۰٫۶°شرقی     | ۱۲۱ کیلومتر (۷۵ مایل)  |                 | [ ۱ ]    |
| ۲۷ مارس ۴۸۰    | ۱۲:۰۴:۲۰           | ۹۵         | حلقه‌ای | ۰٫۹۳۵۸ | ۰۵ دقیقه ۱۶ ثانیه | ۵۴°۱۸′شمالی ۲۳°۴۲′غربی / ۵۴٫۳°شمالی ۲۳٫۷°غربی   | ۵۳۰ کیلومتر (۳۳۰ مایل) |                 | [ ۱ ]    |
| ۲۰ سپتامبر ۴۸۰ | ۰۴:۳۱:۰۲           | ۱۰۰        | کامل   | ۱٫۰۵۴۴ | ۰۳ دقیقه ۵۲ ثانیه | ۳۹°۴۸′جنوبی ۱۰۷°۰۶′شرقی / ۳۹٫۸°جنوبی ۱۰۷٫۱°شرقی | ۲۶۰ کیلومتر (۱۶۰ مایل) |                 | [ ۱ ]    |
| ۱۴ فوریه ۴۸۱   | ۱۹:۵۸:۲۲           | ۶۷         | جزئی   | ۰٫۴۳۷۹ | —                 | ۶۱°۳۰′جنوبی ۲۲°۳۶′شرقی / ۶۱٫۵°جنوبی ۲۲٫۶°شرقی   | —                      |                 | [ ۱ ]    |
| ۱۱ اوت ۴۸۱     | ۱۰:۰۲:۰۴           | ۷۲         | جزئی   | ۰٫۶۳۸۳ | —                 | ۶۱°۵۴′شمالی ۱۷۵°۰۰′شرقی / ۶۱٫۹°شمالی ۱۷۵٫۰°شرقی | —                      |                 | [ ۱ ]    |
| ۹ سپتامبر ۴۸۱  | ۲۰:۰۸:۱۳           | ۱۱۰        | جزئی   | ۰٫۱۴۸۸ | —                 | ۶۱°۰۶′جنوبی ۱۷۹°۵۴′غربی / ۶۱٫۱°جنوبی ۱۷۹٫۹°غربی | —                      |                 | [ ۱ ]    |
| ۴ فوریه ۴۸۲    | ۰۲:۵۷:۰۲           | ۷۷         | حلقه‌ای | ۰٫۹۹۸۹ | ۰۰ دقیقه ۰۵ ثانیه | ۴۵°۱۲′جنوبی ۱۷۸°۰۰′غربی / ۴۵٫۲°جنوبی ۱۷۸٫۰°غربی | ۴ کیلومتر (۲٫۵ مایل)   |                 | [ ۱ ]    |
| ۳۱ ژوئیه ۴۸۲   | ۱۷:۳۸:۵۰           | ۸۲         | حلقه‌ای | ۰٫۹۶۳۹ | ۰۳ دقیقه ۲۳ ثانیه | ۴۴°۳۰′شمالی ۴۵°۳۰′غربی / ۴۴٫۵°شمالی ۴۵٫۵°غربی   | ۱۴۸ کیلومتر (۹۲ مایل)  |                 | [ ۱ ]    |
| ۲۴ ژانویه ۴۸۳  | ۱۶:۲۲:۳۴           | ۸۷         | کامل   | ۱٫۰۴۴۶ | ۰۴ دقیقه ۰۳ ثانیه | ۹°۲۴′جنوبی ۴۰°۴۸′غربی / ۹٫۴°جنوبی ۴۰٫۸°غربی     | ۱۵۱ کیلومتر (۹۴ مایل)  |                 | [ ۱ ]    |
| ۲۰ ژوئیه ۴۸۳   | ۱۹:۰۱:۰۷           | ۹۲         | حلقه‌ای | ۰٫۹۴۴۴ | ۰۷ دقیقه ۱۸ ثانیه | ۵°۱۸′شمالی ۸۴°۵۴′غربی / ۵٫۳°شمالی ۸۴٫۹°غربی     | ۲۱۳ کیلومتر (۱۳۲ مایل) |                 | [ ۱ ]    |
| ۱۴ ژانویه ۴۸۴  | ۰۸:۱۶:۴۹           | ۹۷         | کامل   | ۱٫۰۳۶۶ | ۰۳ دقیقه ۰۴ ثانیه | ۳۵°۰۰′شمالی ۶۶°۳۰′شرقی / ۳۵٫۰°شمالی ۶۶٫۵°شرقی   | ۲۳۲ کیلومتر (۱۴۴ مایل) |                 | [ ۱ ]    |
| ۸ ژوئیه ۴۸۴    | ۲۰:۲۶:۴۰           | ۱۰۲        | جزئی   | ۰٫۹۳۲۱ | —                 | ۶۴°۰۶′جنوبی ۱۳۳°۰۰′غربی / ۶۴٫۱°جنوبی ۱۳۳٫۰°غربی | —                      |                 | [ ۱ ]    |
| ۴ دسامبر ۴۸۴   | ۰۷:۵۷:۰۶           | ۶۹         | جزئی   | ۰٫۵۱۸۷ | —                 | ۶۷°۱۲′جنوبی ۹۳°۴۲′غربی / ۶۷٫۲°جنوبی ۹۳٫۷°غربی   | —                      |                 | [ ۱ ]    |
| ۲۹ مه ۴۸۵      | ۱۹:۳۴:۴۶           | ۷۴         | کامل   | ۱٫۰۴۲۰ | ۰۲ دقیقه ۲۶ ثانیه | ۸۳°۲۴′شمالی ۱۱۸°۰۰′غربی / ۸۳٫۴°شمالی ۱۱۸٫۰°غربی | ۳۰۱ کیلومتر (۱۸۷ مایل) |                 | [ ۱ ]    |
| ۲۳ نوامبر ۴۸۵  | ۱۱:۲۲:۱۹           | ۷۹         | حلقه‌ای | ۰٫۹۲۲۲ | ۰۷ دقیقه ۲۳ ثانیه | ۵۸°۳۶′جنوبی ۲۴°۵۴′شرقی / ۵۸٫۶°جنوبی ۲۴٫۹°شرقی   | ۳۷۲ کیلومتر (۲۳۱ مایل) |                 | [ ۱ ]    |
| ۱۹ مه ۴۸۶      | ۱۱:۵۸:۲۶           | ۸۴         | کامل   | ۱٫۰۸۰۶ | ۰۶ دقیقه ۵۴ ثانیه | ۲۷°۰۰′شمالی ۲۲°۰۶′شرقی / ۲۷٫۰°شمالی ۲۲٫۱°شرقی   | ۲۶۲ کیلومتر (۱۶۳ مایل) |                 | [ ۱ ]    |
| ۱۲ نوامبر ۴۸۶  | ۱۰:۲۴:۱۴           | ۸۹         | حلقه‌ای | ۰٫۹۲۲۱ | ۱۰ دقیقه ۴۳ ثانیه | ۱۴°۳۶′جنوبی ۴۵°۳۶′شرقی / ۱۴٫۶°جنوبی ۴۵٫۶°شرقی   | ۲۹۵ کیلومتر (۱۸۳ مایل) |                 | [ ۱ ]    |
| ۹ مه ۴۸۷       | ۰۴:۵۱:۲۹           | ۹۴         | کامل   | ۱٫۰۵۵۹ | ۰۵ دقیقه ۱۱ ثانیه | ۲۰°۵۴′جنوبی ۱۳۶°۵۴′شرقی / ۲۰٫۹°جنوبی ۱۳۶٫۹°شرقی | ۲۳۶ کیلومتر (۱۴۷ مایل) |                 | [ ۱ ]    |
| ۱ نوامبر ۴۸۷   | ۱۲:۴۱:۰۸           | ۹۹         | حلقه‌ای | ۰٫۹۵۶۸ | ۰۴ دقیقه ۳۹ ثانیه | ۳۲°۳۶′شمالی ۲۱°۳۶′شرقی / ۳۲٫۶°شمالی ۲۱٫۶°شرقی   | ۲۳۶ کیلومتر (۱۴۷ مایل) |                 | [ ۱ ]    |
| ۲۹ مارس ۴۸۸    | ۰۵:۲۴:۲۸           | ۶۶         | جزئی   | ۰٫۴۲۹۸ | —                 | ۷۱°۵۴′شمالی ۲۱°۵۴′شرقی / ۷۱٫۹°شمالی ۲۱٫۹°شرقی   | —                      |                 | [ ۱ ]    |
| ۲۷ آوریل ۴۸۸   | ۱۷:۳۶:۴۴           | ۱۰۴        | جزئی   | ۰٫۱۹۸۳ | —                 | ۷۰°۱۸′جنوبی ۱۷°۱۸′غربی / ۷۰٫۳°جنوبی ۱۷٫۳°غربی   | —                      |                 | [ ۱ ]    |
| ۲۱ سپتامبر ۴۸۸ | ۱۱:۵۲:۲۱           | ۷۱         | جزئی   | ۰٫۴۷۰۱ | —                 | ۷۱°۴۸′جنوبی ۶۵°۴۲′غربی / ۷۱٫۸°جنوبی ۶۵٫۷°غربی   | —                      |                 | [ ۱ ]    |
| ۲۰ اکتبر ۴۸۸   | ۲۲:۲۱:۳۲           | ۱۰۹        | جزئی   | ۰٫۲۷۶۱ | —                 | ۷۱°۰۰′شمالی ۸۰°۳۰′غربی / ۷۱٫۰°شمالی ۸۰٫۵°غربی   | —                      |                 | [ ۱ ]    |
| ۱۸ مارس ۴۸۹    | ۰۷:۲۶:۰۶           | ۷۶         | حلقه‌ای | ۰٫۹۳۴۰ | ۰۷ دقیقه ۲۵ ثانیه | ۳۵°۰۰′شمالی ۸۱°۳۶′شرقی / ۳۵٫۰°شمالی ۸۱٫۶°شرقی   | ۳۰۶ کیلومتر (۱۹۰ مایل) |                 | [ ۱ ]    |
| ۱۱ سپتامبر ۴۸۹ | ۰۴:۱۳:۰۲           | ۸۱         | کامل   | ۱٫۰۵۶۴ | ۰۴ دقیقه ۴۰ ثانیه | ۳۰°۲۴′جنوبی ۱۲۷°۴۸′شرقی / ۳۰٫۴°جنوبی ۱۲۷٫۸°شرقی | ۲۲۹ کیلومتر (۱۴۲ مایل) |                 | [ ۱ ]    |
| ۷ مارس ۴۹۰     | ۰۷:۳۹:۲۵           | ۸۶         | حلقه‌ای | ۰٫۹۴۷۴ | ۰۶ دقیقه ۳۰ ثانیه | ۱۱°۴۸′جنوبی ۹۴°۳۰′شرقی / ۱۱٫۸°جنوبی ۹۴٫۵°شرقی   | ۱۹۵ کیلومتر (۱۲۱ مایل) |                 | [ ۱ ]    |
| ۳۱ اوت ۴۹۰     | ۱۹:۰۱:۲۶           | ۹۱         | کامل   | ۱٫۰۲۳۵ | ۰۲ دقیقه ۱۹ ثانیه | ۱۵°۰۶′شمالی ۷۹°۳۰′غربی / ۱۵٫۱°شمالی ۷۹٫۵°غربی   | ۸۱ کیلومتر (۵۰ مایل)   |                 | [ ۱ ]    |
| ۲۴ فوریه ۴۹۱   | ۱۳:۱۱:۵۷           | ۹۶         | حلقه‌ای | ۰٫۹۸۶۰ | ۰۱ دقیقه ۰۲ ثانیه | ۶۲°۱۸′جنوبی ۴۰°۱۸′شرقی / ۶۲٫۳°جنوبی ۴۰٫۳°شرقی   | ۹۲ کیلومتر (۵۷ مایل)   |                 | [ ۱ ]    |
| ۲۱ اوت ۴۹۱     | ۰۴:۰۱:۴۱           | ۱۰۱        | حلقه‌ای | ۰٫۹۶۲۱ | ۰۲ دقیقه ۴۴ ثانیه | ۷۱°۰۶′شمالی ۱۷۰°۴۲′غربی / ۷۱٫۱°شمالی ۱۷۰٫۷°غربی | ۳۲۳ کیلومتر (۲۰۱ مایل) |                 | [ ۱ ]    |
| ۱۵ ژانویه ۴۹۲  | ۱۵:۳۵:۲۴           | ۶۸         | جزئی   | ۰٫۶۹۵۷ | —                 | ۶۸°۱۸′شمالی ۴۲°۰۶′غربی / ۶۸٫۳°شمالی ۴۲٫۱°غربی   | —                      |                 | [ ۱ ]    |
| ۱۴ فوریه ۴۹۲   | ۰۱:۳۸:۴۴           | ۱۰۶        | جزئی   | ۰٫۰۸۷۶ | —                 | ۷۰°۴۲′جنوبی ۴۶°۱۲′غربی / ۷۰٫۷°جنوبی ۴۶٫۲°غربی   | —                      |                 | [ ۱ ]    |
| ۱۰ ژوئیه ۴۹۲   | ۱۴:۳۷:۳۵           | ۷۳         | جزئی   | ۰٫۶۰۳۲ | —                 | ۶۷°۳۶′جنوبی ۲۱°۲۴′غربی / ۶۷٫۶°جنوبی ۲۱٫۴°غربی   | —                      |                 | [ ۱ ]    |
| ۴ ژانویه ۴۹۳   | ۰۷:۱۷:۲۲           | ۷۸         | کامل   | ۱٫۰۳۲۶ | ۰۳ دقیقه ۱۶ ثانیه | ۸°۰۶′شمالی ۹۶°۱۸′شرقی / ۸٫۱°شمالی ۹۶٫۳°شرقی     | ۱۲۸ کیلومتر (۸۰ مایل)  |                 | [ ۱ ]    |
| ۲۹ ژوئیه ۴۹۳   | ۱۷:۲۵:۳۳           | ۸۳         | حلقه‌ای | ۰٫۹۸۱۹ | ۰۲ دقیقه ۱۶ ثانیه | ۱°۳۰′جنوبی ۵۶°۳۰′غربی / ۱٫۵°جنوبی ۵۶٫۵°غربی     | ۷۱ کیلومتر (۴۴ مایل)   |                 | [ ۱ ]    |
| ۲۴ دسامبر ۴۹۳  | ۱۹:۳۰:۰۰           | ۸۸         | حلقه‌ای | ۰٫۹۸۳۱ | ۰۱ دقیقه ۴۳ ثانیه | ۳۴°۰۶′جنوبی ۸۸°۱۲′غربی / ۳۴٫۱°جنوبی ۸۸٫۲°غربی   | ۶۱ کیلومتر (۳۸ مایل)   |                 | [ ۱ ]    |
| ۱۹ ژوئیه ۴۹۴   | ۰۳:۱۷:۱۲           | ۹۳         | کامل   | ۱٫۰۳۸۸ | ۰۳ دقیقه ۱۴ ثانیه | ۴۵°۱۲′شمالی ۱۵۰°۴۲′شرقی / ۴۵٫۲°شمالی ۱۵۰٫۷°شرقی | ۱۴۰ کیلومتر (۸۷ مایل)  |                 | [ ۱ ]    |
| ۱۴ دسامبر ۴۹۴  | ۰۰:۳۷:۵۳           | ۹۸         | حلقه‌ای | ۰٫۹۲۳۹ | ۰۵ دقیقه ۱۷ ثانیه | ۸۲°۳۰′جنوبی ۱۱۰°۴۲′شرقی / ۸۲٫۵°جنوبی ۱۱۰٫۷°شرقی | ۷۰۳ کیلومتر (۴۳۷ مایل) |                 | [ ۱ ]    |
| ۱۰ مه ۴۹۵      | ۱۲:۲۲:۵۰           | ۶۵         | جزئی   | ۰٫۲۴۵۸ | —                 | ۶۲°۳۶′جنوبی ۶۸°۰۰′شرقی / ۶۲٫۶°جنوبی ۶۸٫۰°شرقی   | —                      |                 | [ ۱ ]    |
| ۸ ژوئیه ۴۹۵    | ۱۸:۵۸:۴۱           | ۱۰۳        | جزئی   | ۰٫۸۴۷۲ | —                 | ۶۴°۴۲′شمالی ۱۲۴°۰۰′شرقی / ۶۴٫۷°شمالی ۱۲۴٫۰°شرقی | —                      |                 | [ ۱ ]    |
| ۳ نوامبر ۴۹۵   | ۰۵:۰۷:۱۵           | ۷۰         | جزئی   | ۰٫۱۹۱۲ | —                 | ۶۲°۰۰′شمالی ۱۷۸°۲۴′غربی / ۶۲٫۰°شمالی ۱۷۸٫۴°غربی | —                      |                 | [ ۱ ]    |
| ۲۹ آوریل ۴۹۶   | ۰۴:۳۱:۵۳           | ۷۵         | کامل   | ۱٫۰۴۰۰ | ۰۳ دقیقه ۲۹ ثانیه | ۲۶°۰۰′جنوبی ۱۵۳°۱۸′شرقی / ۲۶٫۰°جنوبی ۱۵۳٫۳°شرقی | ۱۸۵ کیلومتر (۱۱۵ مایل) |                 | [ ۱ ]    |
| ۲۲ اکتبر ۴۹۶   | ۰۹:۲۶:۲۶           | ۸۰         | حلقه‌ای | ۰٫۹۷۵۲ | ۰۲ دقیقه ۲۳ ثانیه | ۲۸°۳۰′شمالی ۷۹°۳۰′شرقی / ۲۸٫۵°شمالی ۷۹٫۵°شرقی   | ۱۲۲ کیلومتر (۷۶ مایل)  |                 | [ ۱ ]    |
| ۱۸ آوریل ۴۹۷   | ۱۵:۲۴:۱۴           | ۸۵         | حلقه‌ای | ۰٫۹۸۷۳ | ۰۱ دقیقه ۱۸ ثانیه | ۱۴°۱۸′شمالی ۲۹°۱۸′غربی / ۱۴٫۳°شمالی ۲۹٫۳°غربی   | ۴۵ کیلومتر (۲۸ مایل)   |                 | [ ۱ ]    |
| ۱۱ اکتبر ۴۹۷   | ۲۱:۰۴:۴۱           | ۹۰         | کامل   | ۱٫۰۳۵۴ | ۰۳ دقیقه ۰۴ ثانیه | ۹°۱۲′جنوبی ۱۱۶°۱۲′غربی / ۹٫۲°جنوبی ۱۱۶٫۲°غربی   | ۱۱۹ کیلومتر (۷۴ مایل)  |                 | [ ۱ ]    |
| ۷ آوریل ۴۹۸    | ۱۸:۵۵:۵۲           | ۹۵         | حلقه‌ای | ۰٫۹۳۸۹ | ۰۵ دقیقه ۰۸ ثانیه | ۵۳°۳۰′شمالی ۱۲۱°۱۲′غربی / ۵۳٫۵°شمالی ۱۲۱٫۲°غربی | ۴۰۱ کیلومتر (۲۴۹ مایل) |                 | [ ۱ ]    |
| ۱ اکتبر ۴۹۸    | ۱۲:۵۳:۰۶           | ۱۰۰        | کامل   | ۱٫۰۵۱۵ | ۰۳ دقیقه ۳۷ ثانیه | ۴۲°۰۰′جنوبی ۱۹°۳۰′غربی / ۴۲٫۰°جنوبی ۱۹٫۵°غربی   | ۲۳۸ کیلومتر (۱۴۸ مایل) |                 | [ ۱ ]    |
| ۲۶ فوریه ۴۹۹   | ۰۳:۳۴:۲۶           | ۶۷         | جزئی   | ۰٫۳۸۳۴ | —                 | ۶۱°۱۲′جنوبی ۱۰۰°۵۴′غربی / ۶۱٫۲°جنوبی ۱۰۰٫۹°غربی | —                      |                 | [ ۱ ]    |
| ۲۷ مارس ۴۹۹    | ۱۹:۰۵:۵۳           | ۱۰۵        | جزئی   | ۰٫۰۱۵۸ | —                 | ۶۰°۵۴′شمالی ۱۷۷°۰۶′غربی / ۶۰٫۹°شمالی ۱۷۷٫۱°غربی | —                      |                 | [ ۱ ]    |
| ۲۲ اوت ۴۹۹     | ۱۷:۳۱:۵۸           | ۷۲         | جزئی   | ۰٫۵۳۱۴ | —                 | ۶۱°۲۴′شمالی ۵۲°۵۴′شرقی / ۶۱٫۴°شمالی ۵۲٫۹°شرقی   | —                      |                 | [ ۱ ]    |
| ۲۱ سپتامبر ۴۹۹ | ۰۴:۱۱:۴۵           | ۱۱۰        | جزئی   | ۰٫۲۰۷۹ | —                 | ۶۱°۰۰′جنوبی ۴۹°۴۸′شرقی / ۶۱٫۰°جنوبی ۴۹٫۸°شرقی   | —                      |                 | [ ۱ ]    |
| ۱۵ فوریه ۵۰۰   | ۱۱:۰۶:۲۷           | ۷۷         | مرکب   | ۱٫۰۰۴۶ | ۰۰ دقیقه ۲۲ ثانیه | ۴۲°۱۲′جنوبی ۶۰°۳۶′شرقی / ۴۲٫۲°جنوبی ۶۰٫۶°شرقی   | ۱۹ کیلومتر (۱۲ مایل)   |                 | [ ۱ ]    |
| ۱۱ اوت ۵۰۰     | ۰۰:۳۵:۰۲           | ۸۲         | حلقه‌ای | ۰٫۹۵۸۲ | ۰۳ دقیقه ۵۰ ثانیه | ۴۴°۴۲′شمالی ۱۴۶°۰۶′غربی / ۴۴٫۷°شمالی ۱۴۶٫۱°غربی | ۱۸۰ کیلومتر (۱۱۰ مایل) |                 | [ ۱ ]    |